# Хлеб, любовь и фантазия
«Хлеб, любовь и фантазия» (итал. Pane, Amore e Fantasia; Италия, 1953 год) — романтическая комедия Луиджи Коменчини, вышедшая на экраны Италии 22 декабря 1953 года. Одна из первых послевоенных итальянских «народных комедий», имевших большой успех как в самой Италии, так и по всей Европе. В ней снялась совсем ещё молодая тогда, но уже известная актриса Джина Лоллобриджида, а также популярный актёр и режиссёр Витторио Де Сика. Съёмки фильма проходили в деревне Кастел-Сан-Пьетро-Романо в регионе Лацио. Лента отмечена призом «Серебряный медведь» на Берлинском кинофестивале в 1954 году.
В следующем, 1954 году вышел фильм Луиджи Коменчини «Хлеб, любовь и ревность» (итал. Pane, amore e gelosia), с теми же персонажами и с теми же актёрами — продолжение истории, начатой в предыдущем фильме.
В 1955 году по этому же сюжету режиссёром Дино Ризи был снят фильм «Хлеб, любовь и…»: в главных ролях на этот раз выступили Софи Лорен, Витторио Де Сика, Леа Падовани.
В советском прокате фильм появился в 1956 году с дубляжем киностудии имени Горького.

## Сюжет
В небольшую горную итальянскую деревню под названием Саглиена прибывает новый командир карабинеров Антонио Каротенуто. Одинокого командира средних лет тепло встречают местные жители, и он поселяется в доме бывшего командира, где его служанкой работает старая итальянка Кармелла, которая, как и всё население деревни, любит собирать сплетни. В тот же день он знакомится с юной Марией де Ритис, бедной, но очень буйной девушкой, которую все зовут Озорницей. Мария приходится по вкусу Каротенуто, и одинокий командир решает приударить за ней. Но Озорница также привлекает и робкого карабинера Пьетро, который из-за своей скромности даже боится заговорить с ней. В свою очередь и карабинер нравится Озорнице, которая всеми способами пытается ему угодить, но тот каждый раз её сторонится. 
Антонио Каротенуто также знакомится и с местной акушеркой Анареллой, за которой тоже пытается поухаживать. Кармелла рассказывает командиру, что Анарелла — очень скрытная женщина, она каждый месяц ездит в Рим, а возвращается оттуда всегда радостной. Из этого Антонио Каротенуто делает вывод, что в столице у акушерки есть мужчина, и переключает своё внимание вновь на Озорницу. 
Вскоре в городе начинается паломничество, и мать Марии с её младшими братьями и сёстрами уходит для молитвы к святым местам. В тот же день Озорница узнаёт от Кармеллы, что карабинер Пьетро нравится местной девушке Паолетте и, встретив её в центре города, набрасывается на несчастную с кулаками. Дерущихся девушек разнимают и отводят к Каротенуто, который решает заключить Марию на ночь в тюрьму. Вечером Озорница, видя через решётку Каротенуто на балконе его дома, просит спуститься к ней в тюрьму. Радостный командир бежит вниз, надеясь, что девушка не прочь свести с ним более близкое знакомство, но оказывается, что Мария всего лишь хотела попросить покормить её осла. Огорчённый командир соглашается и отправляется к ней домой. Увидев, в какой бедности живёт семья его узницы, он из сочувствия к нищенскому положению девушки оставляет в кармане её платья 5 тыс. лир — довольно крупную сумму.
На следующее утро Озорницу освобождают, и она отправляется домой, куда к тому времени из паломничества уже вернулась её семья. Мать Озорницы случайно задевает платье дочери, в котором лежали деньги командира, и купюра падает на пол. Их находит маленький брат Озорницы и приносит матери. Та решает, что это святой Антоний услышал её молитвы во время паломничества и послал ей деньги. 

К моменту прихода Озорницы возле дома собирается уже толпа местных женщин, который молятся на купюру в 5 тысяч лир, которую мать Марии даже вставила в рамку. 
Озорница не может поверить в чудо и вскоре узнаёт, что это вовсе не дар небес, а подачка командира. В гневе она рвёт деньги и рассказывает всё матери. Та в негодовании не может понять поведения дочери, потому что считает большой удачей, что командир обратил на неё внимание. Мать Марии решает свести её с Каротенуто и устраивает им встречу в лесу. В это время командир узнаёт от местного священника о чувствах Озорницы к карабинеру Пьетро и решает не мешать их отношениям. Он отправляет парня вместе себя в лес, где тот встречается с Марией и наконец решается признаться ей в своих чувствах.
Лишившись Озорницы, Каротенуто возобновляет свои ухаживания за Анареллой. Он подвозит акушерку на своём велосипеде от одного дома, где она принимает роды, к другому, а по пути всячески старается ей понравиться. После таких настойчивых знаков внимания со стороны командира Анарелла убегает от него и присылает письмо, в котором сообщает, что между ними ничего не может быть. Но кавалер не согласен так легко сдаться; он приходит к ней домой, чтобы выяснить, в чём причина отказа. Женщина признаётся, что у неё есть внебрачный сын — его-то она и навещает в Риме. Однако Каротенуто не видит в этом препятствия — он решительно настроен связать свою судьбу с этой женщиной, и в тот же день они объявляют о помолвке. Озорница и Пьетро также счастливы, несмотря на то, что ему предстоит покинуть деревню для дальнейшей службы, и Марии придётся ждать своего суженого несколько месяцев.

## В ролях
- Витторио Де Сика — Антонио Каротенуто
- Джина Лоллобриджида — Мария де Ритис (Озорница)
- Мариза Мерлини — Анарелла Мирциано
- Вирджилио Риенто — Дон Эмидио
- Тина Пика — Кармелла
- Мария-Пиа Касилио — Паолетта
- Роберто Риссо — Пьетро Стеллути

## Премии и номинации
- Берлинский кинофестиваль 1954 — «Серебряный медведь»
- Национальный совет кинокритиков США 1954 — «Лучший иностранный фильм»
- BAFTA 1955 — «Лучший фильм» (номинация)
- BAFTA 1955 — «Лучшая иностранная актриса» (Джина Лоллобриджида) (номинация)
- Оскар 1955 — «Лучший сценарий игрового фильма» (номинация)